# 徳大寺公有
徳大寺 公有（とくだいじ きんあり）は、室町時代の公卿。官位は従一位・右大臣。号は後野宮。

## 経歴
応永31年（1424年）に叙爵。左近衛少将・讃岐権介・左近衛中将・相模権介を経て、永享9年（1437年）に参議となり、公卿に列する。その後、近江権介・権中納言を経て、文安3年（1446年）には権大納言に就任した。文安5年（1448年）に造営上卿となり、享徳3年（1454年）には左近衛大将・左馬寮御監に任じられる。寛正元年（1460年）内大臣拝命、同年左近衛大将を辞し、寛正2年（1461年）には右大臣に任じられた。寛正5年（1464年）に右大臣を辞す。文正元年（1466年）従一位に進み、文明4年（1472年）51歳で出家して引退した。

## 系譜
- 父：徳大寺実盛
- 母：持明院基親の娘
- 妻：高倉永豊の娘
  - 男子：徳大寺実淳（1445-1533）
  - 男子：空覚
  - 女子：三条公敦室
  - 女子：足利義政・足利義尚側室
  - 女子：細川教春室
  - 女子：烏丸益光室